# 結木梢
結木 梢（ゆうき こずえ、5月26日 - ）は、日本の女性声優。神奈川県出身。

## 略歴
声優を目指したきっかけは小学5年生の時の縄跳び大会で、通っていた学校は友人と2人1組でペアになって、片方が跳んでいる時に相方がその子供を応援するというシステムがあった。その時、全力でペアの子供を応援していたところ、「声で応援されるとやる気が出る！」と言ってくれたという。その時は職業としての声優は無知だったが、「何かしら自分の声を使った仕事をしてみたいかも！」と思ったのが最初のきっかけである。
2つ目のきっかけが中学時代であり、当時、プレイしていたゲームに出演していた声優の演技に衝撃を受けて、中学生の頃はアニメも見るようになり、職業としての声優は何となく知っていたという。その中、ゲームで声優の凄い芝居を聞いたため「人にこんなに影響を与えられるお芝居のできる声優ってすごい！ 」と思い、元々持っていた「声の仕事がしたい」という想いとちょうど合致して、声優になりたいと思うようになったという。
2025年4月1日、自身のSNSで、前日付でリマックスを退所し、フリーで活動することを発表した。

## 人物
趣味はホラー・サメ映画鑑賞、漫画を読む、野良猫と遊ぶ。特技はフラフープ、どこでも寝られる。
資格は日本漢字能力検定準二級、実用英語技能検定3級。

## 出演
太字はメインキャラクター。

### テレビアニメ
2017年
- レゴ フレンズ（リズ）

2018年
- citrus（女性）
- ゴールデンカムイ（子供たち）
- 陰陽師・平安物語（妖怪）
- ソラとウミのアイダ（伊邪那美命）

2019年
- あんさんぶるスターズ!（観客、子供）

2020年
- D4DJ First Mix（女生徒）
- アイドリッシュセブン Second BEAT!（通行人A）

2021年
- 魔法科高校の優等生（平河小春）

2022年
- であいもん（雪平一果）
- シャドウバースF（女性リポーター）
- 東京ミュウミュウ にゅ〜♡（2022年 - 2023年、仁奈、ミッキー、園児） - 2シリーズ
- 継母の連れ子が元カノだった（女子生徒B）
- 悪役令嬢なのでラスボスを飼ってみました（猫、生徒）
- 機動戦士ガンダム 水星の魔女（2022年 - 2023年、女子生徒、生徒） - 2シリーズ
- 不徳のギルド（レスミス・ケアー）

2023年
- 英雄王、武を極めるため転生す 〜そして、世界最強の見習い騎士♀〜（リノ）
- くまクマ熊ベアーぱーんち!（シェリー、メーシュン）

2025年
- WIND BREAKER Season 2
- 鬼人幻燈抄（子供、女の子）

### Webアニメ
- モンスターストライク エル 堕天の覚醒（2024年、生徒）

### ゲーム
- ソラとウミのアイダ（伊邪那美命、千手観音）
- ファイトリーグ（迷航海士リズボア）
- コード・オブ・ジョーカーECHOES（天川星デネブ、闇獅子オリアス、静海ビスケス）
- ぷよぷよ!!クエスト（2016年 - 2019年、ディーナ[3]、フィンレイ[14]）
- 白猫プロジェクト（ルーンナイト、セントリー）
- モンスターストライク（2018年 - 2023年、デイモス[15]、スプンタ・アールマティ[16]）
- ウィザーズシンフォニー（ライザ）
- VARIABLE BARRICADE
- Zold:Out~鍛冶屋の物語（ドロシー、レイ）
- ロードモバイル（光の崇拝者スパーキー、伝承の紡ぎ手タリア）
- 異世界に飛ばされたらパパになったんだが〜精霊騎士団物語〜（アルカナ）
- マルコと銀河竜
- ロストストーンズ （メイ、トウカ、リーフ、ブリジット）
- とある魔術の禁書目録 幻想収束
- ガールズXバトル2（魯班）
- 黒騎士と白の魔王（アイテル、サテュロス）
- アルケミストガーデン（コレット、ラウラ、レリン）
- 9R.I.P
- けものフレンズ3（シーラカンス）
- 魔法使いと黒猫のウィズ（ガラティア）
- フォートレスサガ（ルナ）
- アークナイツ（セメント）

### 朗読劇
- キミに贈る朗読会「無人駅で君を待っている」(2022年6月4日 - 5日 MsmileBOX 渋谷) - 有川、黒猫ゴロウ(Wキャスト)[17]

### ドラマCD
- 簡易的パーバートロマンス（真田茉莉）
- 理性的パーバートロマンス（嘉久直人(幼少期)）
- 猫とスピカ2

### オーディオブック
- 事故物件不動産
- 人類管理機構

### シリーズ一覧
1. ↑  第1期（2022年）、第2期（2023年）
2. ↑  Season1（2022年）、Season2（2023年）